# 格司曼
格司曼（Luis de Guzmân），西班牙人，1630年，他擔任西班牙淡水長官。
1629年，西班牙控制北台灣的據點從原有雞籠（今基隆）增加金包里、淡水等地，格司曼於是奉令擔任該地長官，並全權負責行政與軍事權。他駐紮的「聖多明哥城」即是今紅毛城原址。